# توب غير (مسلسل 1977)
توب غير (بالإنجليزية: Top Gear)‏ هو برنامج يختص بالمركبات، انطلق منذ سبعينات القرن 20 على هيئة الإذاعة البريطانية في المملكة المتحدة. استمر البرنامج مدة طويلة وشهد العديد من التغييرات بما في ذلك نسخة محدثة انطلقت في عام 2002.

## روابط خارجية
- توب غير على موقع IMDb (الإنجليزية)
- توب غير على موقع كينوبويسك (الروسية)
- توب غير على موقع قاعدة بيانات الفيلم (الإنجليزية)